# Caesalpinia intermedia
Caesalpinia intermedia är en ärtväxtart som beskrevs av Ignatz Urban. Caesalpinia intermedia ingår i släktet Caesalpinia och familjen ärtväxter. Inga underarter finns listade i Catalogue of Life.